# Rauno Aaltonen
Rauno August Aaltonen (Turku, 7 de enero de 1938) es un expiloto finlandés de rallyes que compitió en el Campeonato Mundial de Rally en los años 1970. Antes de que se estableciera el Campeonato Mundial de Rally, Aaltonen compitió en el Campeonato Europeo de Rally. Ganó el campeonato en 1965, con Tony Ambrose como copiloto. También ganó el Rally de Finlandia en 1961 y 1965. En 1966 ganó las 500 millas de Bathurst en Mount Panorama, Australia con Bob Holden, al volante de un Mini Cooper S. En 1967 venció en el Rally de Montecarlo, nuevamente a bordo de un Mini Cooper S.
Aaltonen finalizó seis veces en segundo puesto en el Rally Safari. En 1985 lideraba el rally por dos horas, cuando su motor se averió antes de las últimas especiales. También ganó el Rally RAC en 1965, el Rally de Monte Carlo en 1967 y el Rally Cruz del Sur en 1977.
Aunque ahora es recordado como uno de los finlandeses voladores, Aaltonen empezó su carrera en lanchas motoras, luego pasó a conducir motocicletas en disciplinas como motociclismo de velocidad, speedway y motocross. Antes de convertirse en el primer finlandés en ganar el Campeonato Europeo de Rally, fue el primer finlandés en ganar un Gran Premio de motociclismo.